# 55223 Akiraifukube
55223 Akiraifukube è un asteroide della fascia principale. Scoperto nel 2001, presenta un'orbita caratterizzata da un semiasse maggiore pari a 2,5878725 UA e da un'eccentricità di 0,1485202, inclinata di 3,47648° rispetto all'eclittica.